# Хусаинов, Ахмед Галиевич
Ахмед Галиевич Хусаи́нов (Ахмед-бай, тат. Əxmət Ğali uğlı Xөsəyenov, Әхмәт Гали улы Хөсәенов) (1837, село Татарская Каргала ныне Оренбургской обл. — 10 декабря 1906) — татарский миллионер и крупный меценат.

## Биография
Его предки переселились в Сеитов посад в XVIII веке и на протяжении нескольких поколений занимались коммерцией, но его отец Гали Хусаинов разорился и умер, оставив семью в крайной нужде. Ахмед трудился и основал собственное предприятие по мелкой торговле сырьём в Оренбурге. Затем он привлек своих братьев — Махмуда и Гани.
На его средства построены мечеть Хусаиния и медресе Хусаиния.